# 螃蟹岬站
螃蟹岬站位于中华人民共和国湖北省武汉市武昌区，是武汉地铁2号线和7号线的地铁换乘站。

## 车站结构
本站位于武汉市武昌区友谊大道与中山路交叉口，临近武昌区人民政府。2号线站位于武汉市武昌区友谊大道与中山路及公正路的交叉路口处，站位西北侧为武昌区政府办公大楼，西南侧为凤凰大厦，东端为长江广场，车站东端线路下穿原武九铁路。7号线车站位于友谊大道与中山路交叉口以南，地下三层双柱三跨明挖岛式站台车站与既有2号线螃蟹岬站通过付费区通道换乘。。

### 楼层分布
| 地面      |                                         | 地鐵出入口                                                     |  |
| 地下 一層 | 2號線 站廳層                            | 售票機、客服中心、車站商店、武漢通充值、洗手間、 7號線換乘通道 |  |
| 地下 一層 | 7號線 站廳層                            | 售票機、客服中心、車站商店、武漢通充值、洗手間、 2號線換乘通道 |  |
| 地下 二層 |                                         | █ 2号线列車往天河机场（積玉橋站）                              |  |
| 地下 二層 | 島式月台，左邊車門將會開啟              |                                                                |  |
| 地下 二層 | █ 2号线列車往佛祖嶺（小龜山站）         |                                                                |  |
| 地下 三層 |                                         | █ 7号线列車往横店（新河街站）                                  |  |
| 地下 三層 | 島式月台，左邊車門將會開啟              |                                                                |  |
| 地下 三層 | █ 7号线列車往青龍山地鐵小鎮（小東門站） |                                                                |  |

### 車站出口
|                                                 |                                                                                                   | |
|                                                 |                                                                                                   | |
| 出口編號                                        | 設施                                                                                              | 建議前往的目的地 |
| A₁                                              |                                                                                                   | 中山路 友誼大道、武昌區信訪局、武昌區人民法院、武昌區城管局綜合管理站、中山路機動車年審檢測站、鳳凰世紀家園                                                      |
| A₂                                              | 中山路 武昌區民政局、武漢博仕肛腸醫院、泛悅中心寫字樓B座、鳳凰國際大廈、鳳凰山社區                | |
| B                                               |                                                                                                   | 友誼大道 公正路、2008新長江廣場、中國農業銀行、興業銀行、廣電花園、法院小區                                                                                      |
| C                                               |                                                                                                   | 友誼大道 公正路、武昌區稅務局、湖北省高級人民法院、廣達大廈、新長江·香榭東沙                                                                                     |
| D₁                                              |                                                                                                   | 友誼大道 武昌區人民政府、湖北省無線電管理局、中國建設銀行、尚隆苑社區、友誼國際                                                                                  |
| D₂                                              | 中山路 武昌區信訪局、武昌區人民法院、武昌區城管局綜合管理站、中山路機動車年審檢測站、鳳凰世紀家園 | |
| E                                               |                                                                                                   | 中山路 曇華林、湖北美術學院（曇華林校區）、湖北中醫藥大學（曇華林校區）、湖北省中醫院鳳凰門診部、武漢市第十四中學、泛悅匯商業廣場、泛悅匯中心、泛悅中心寫字樓A座 |
| F                                               |                                                                                                   | 中山路 武昌區大東門小學、中鐵大廈（中鐵十一局集團有限公司） |
| 注： 設有升降機 \| 設有輪椅升降台 \| 設有洗手間 |                                                                                                   | |

## 争议
该站在2号线开通前曾经定名为“螃蟹甲站”，但在开通前的2012年8月站名的最终版本中改为“螃蟹岬站”，还原了因为误写而产生的地名。螃蟹岬为当地山体形似螃蟹而得名。
该站在建筑过程中，将其中一个出入口修在了武昌区政府的大院内，但进出大院是需要有特别颁发的通行证的，故引发了市民对该出入口究竟是为谁而修的质疑。后区政府解释该出入口建成后将重建院墙，确保出入口在墙外，使得乘客可以直接出站。

## 邻近地點
武昌区政府办公大楼，凤凰大厦，长江广场

## 相册

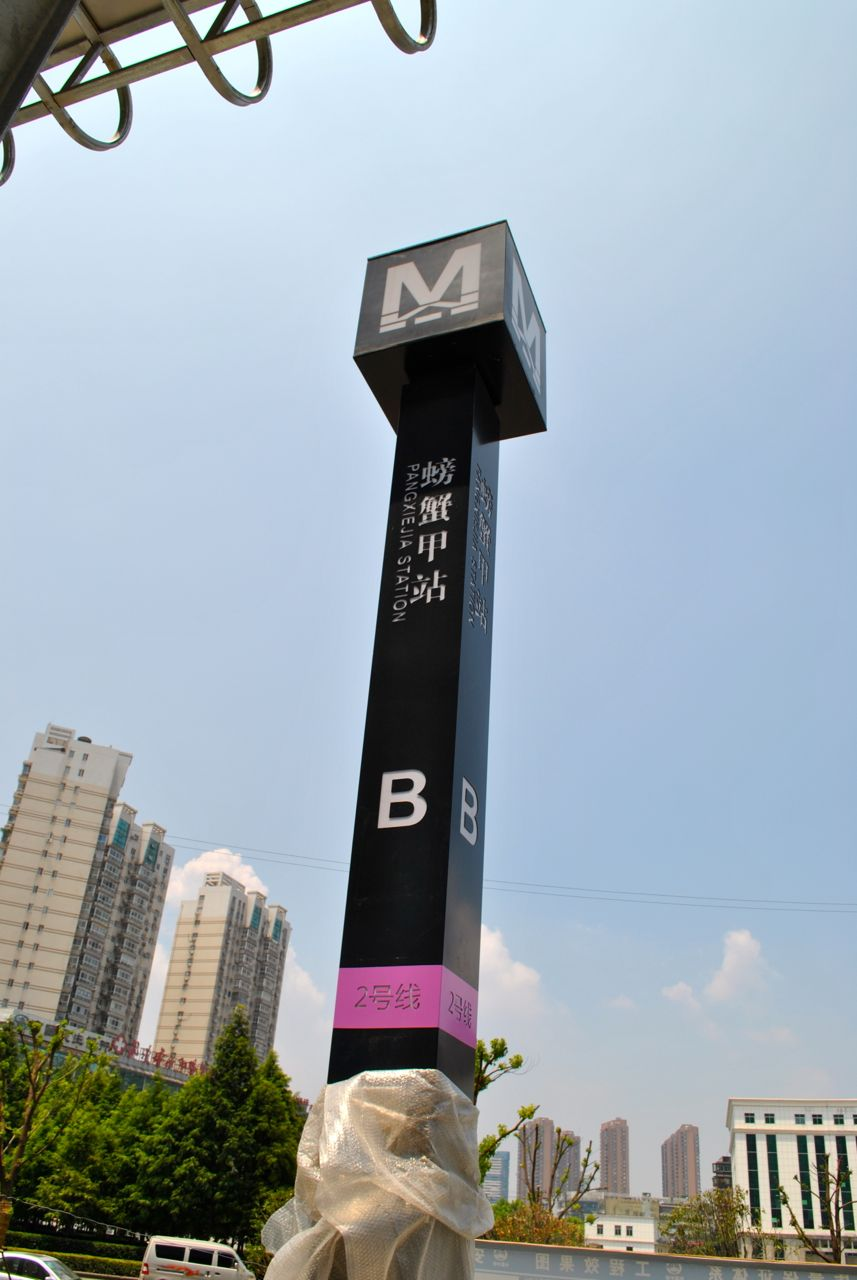
站外立柱
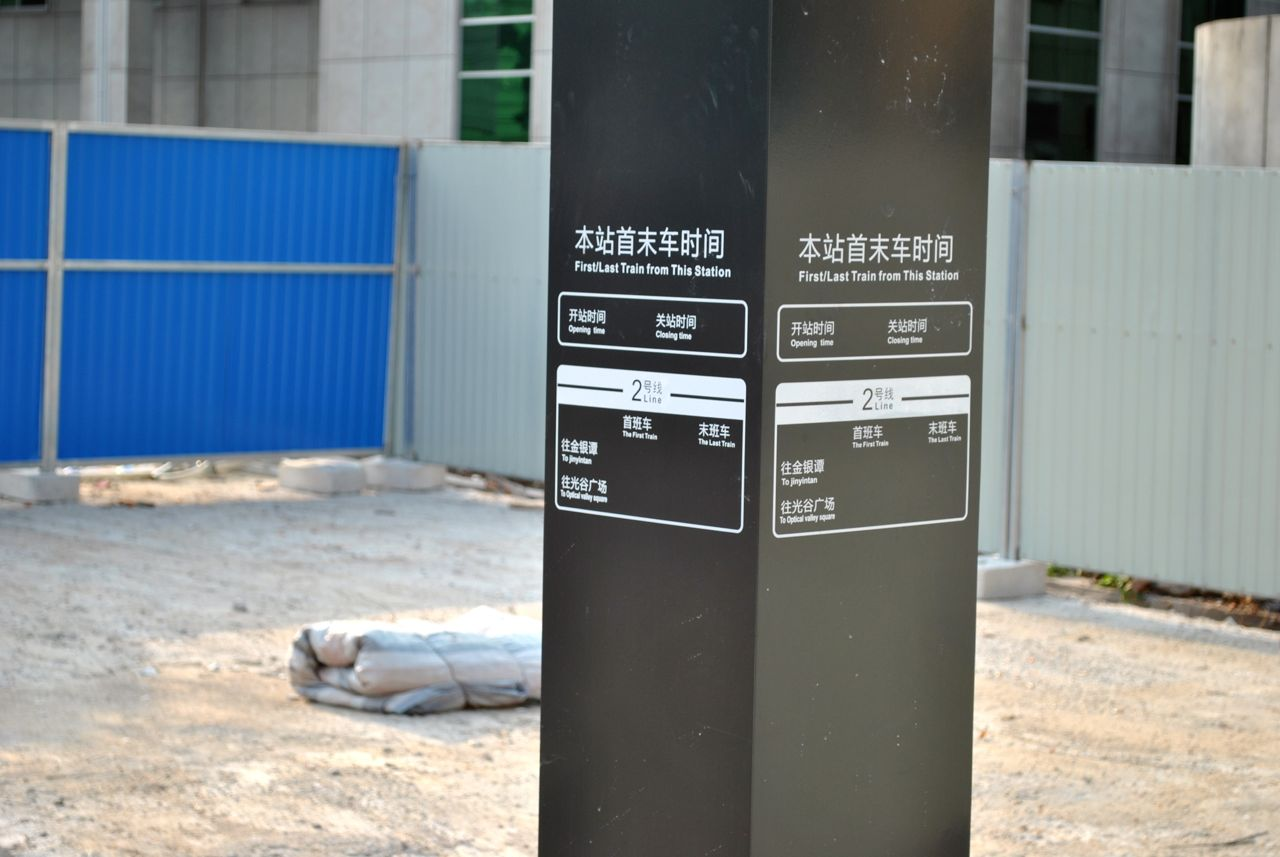
首末班车时间
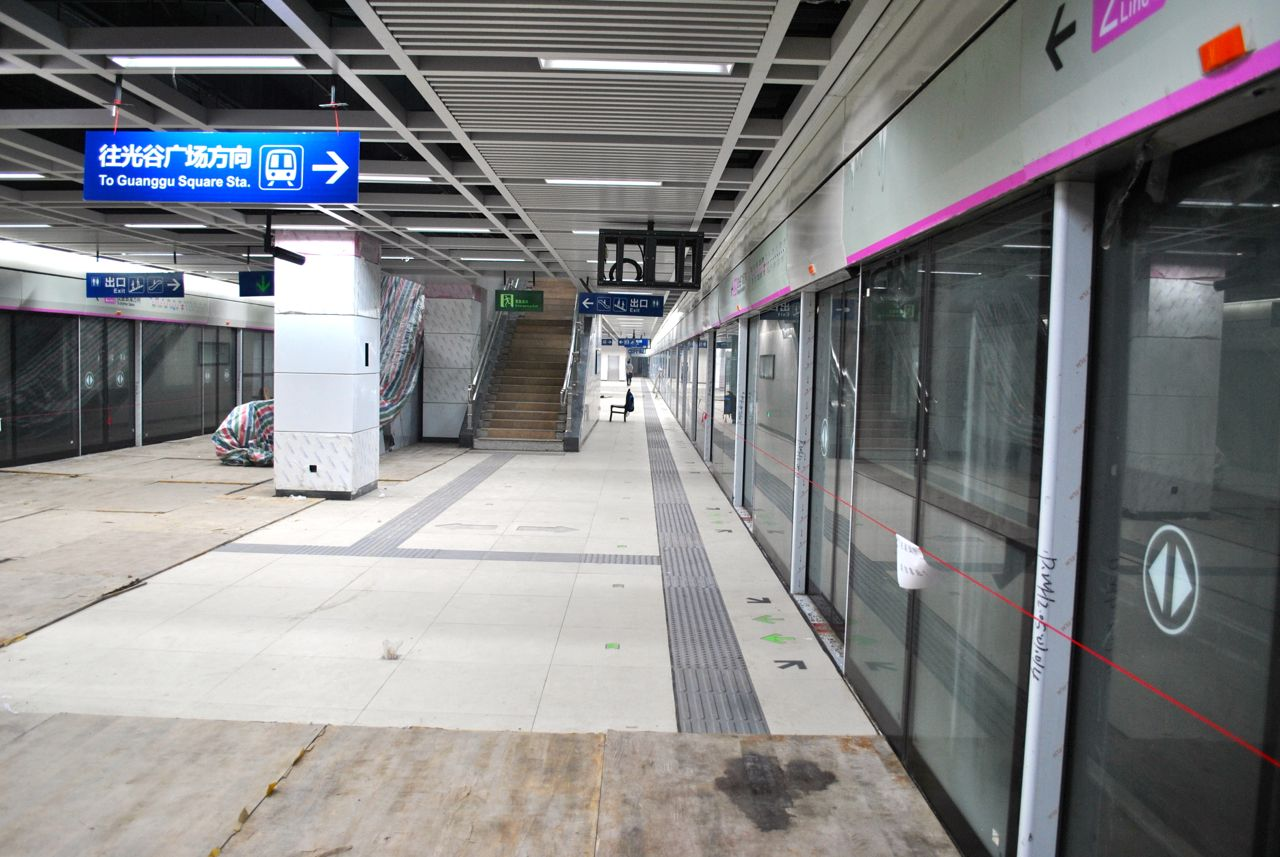
2號線月台
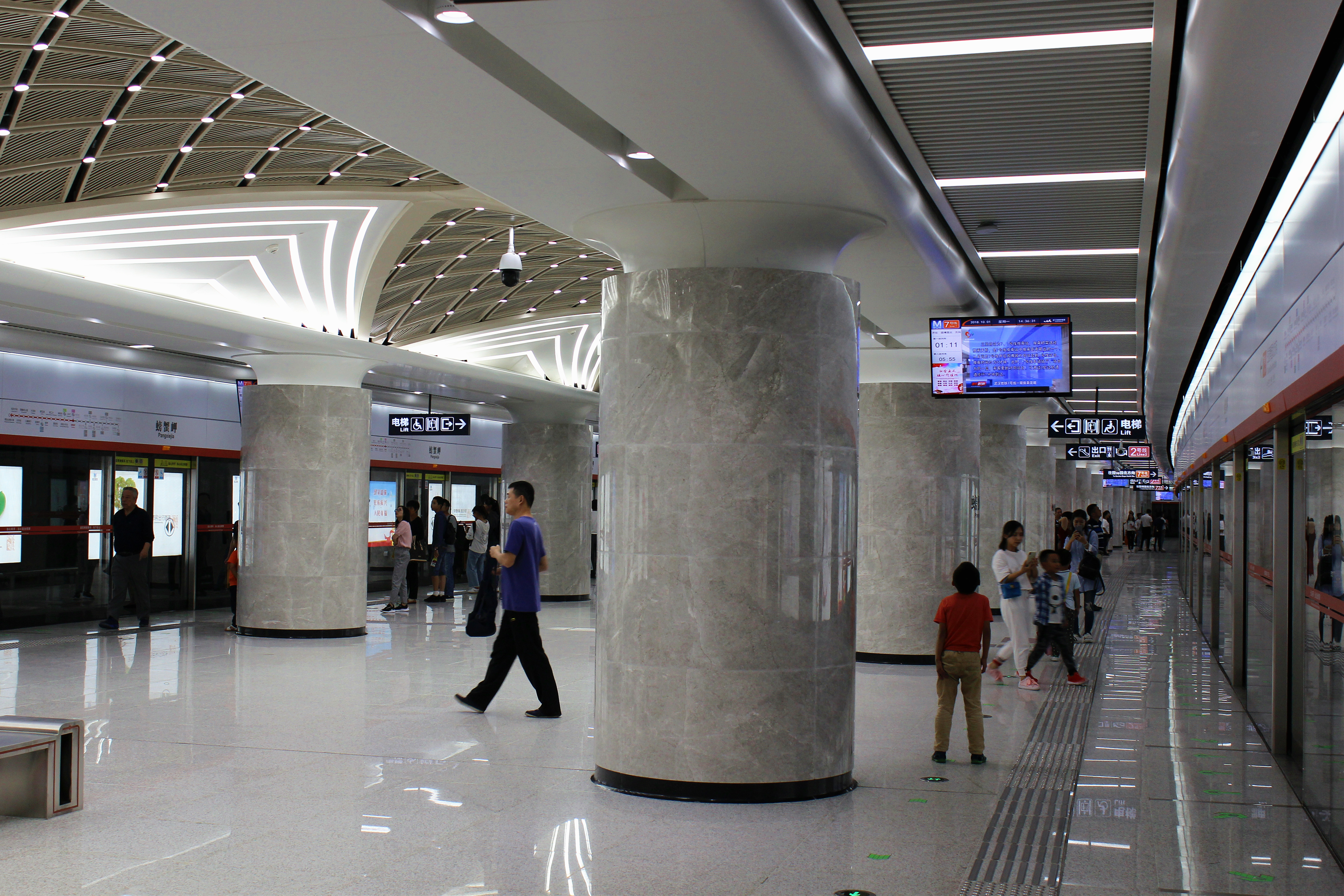
7號線月台
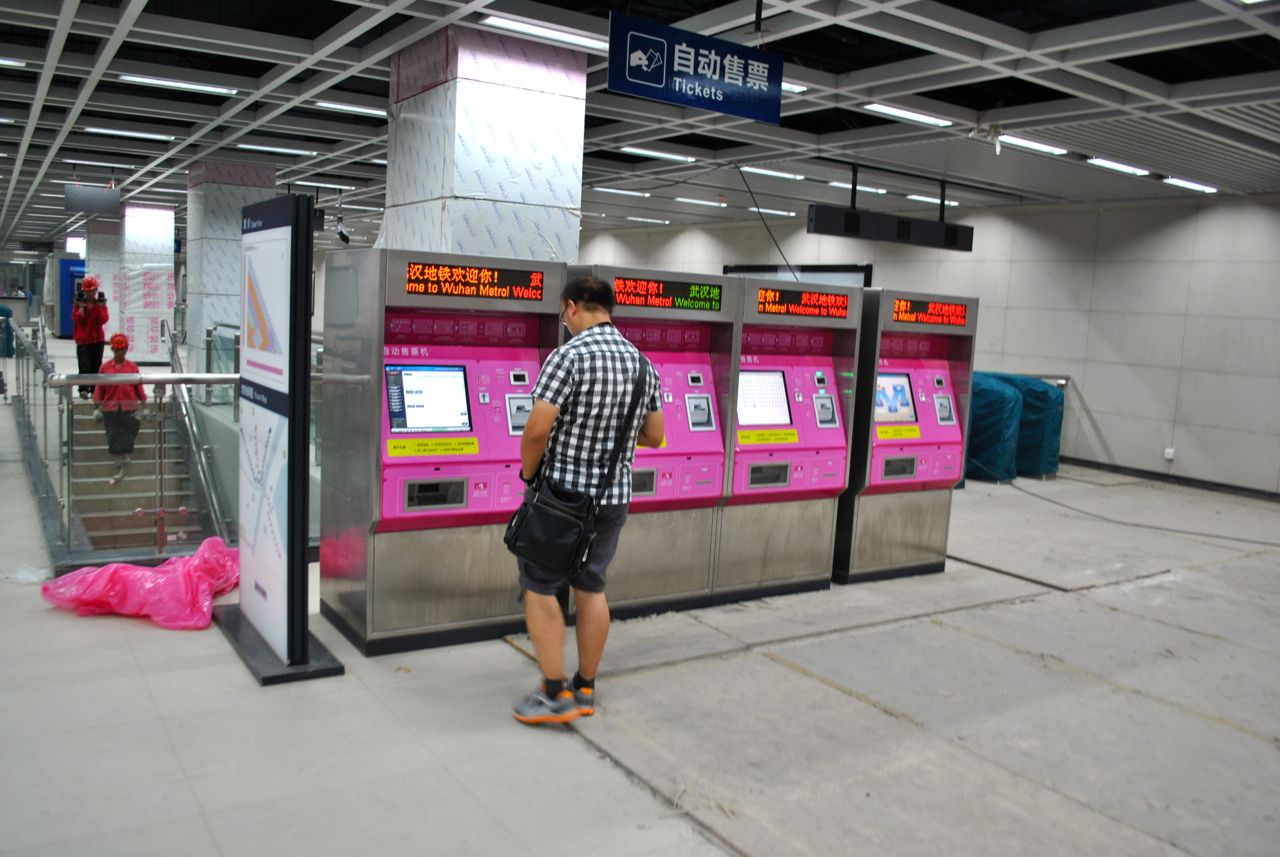
自动售票机
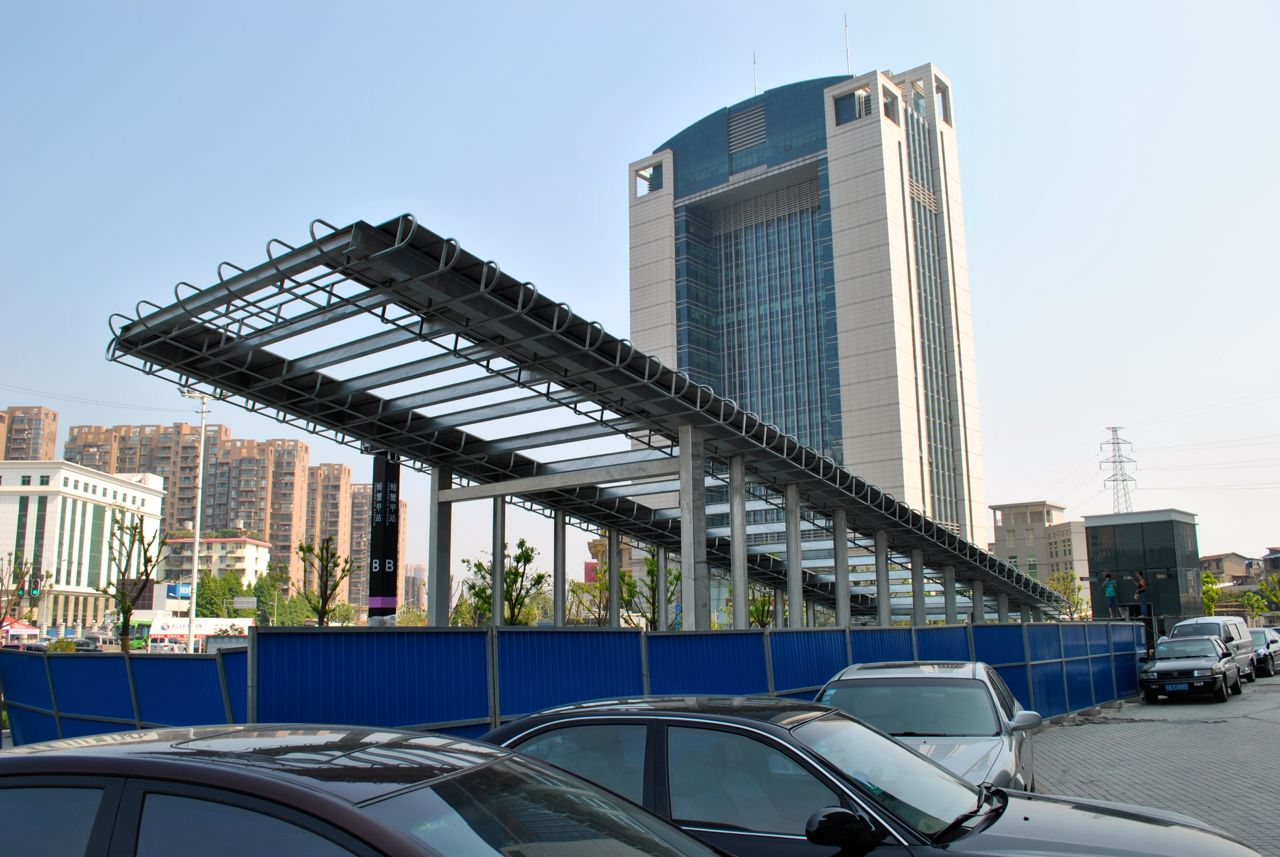
出入口（未完工）
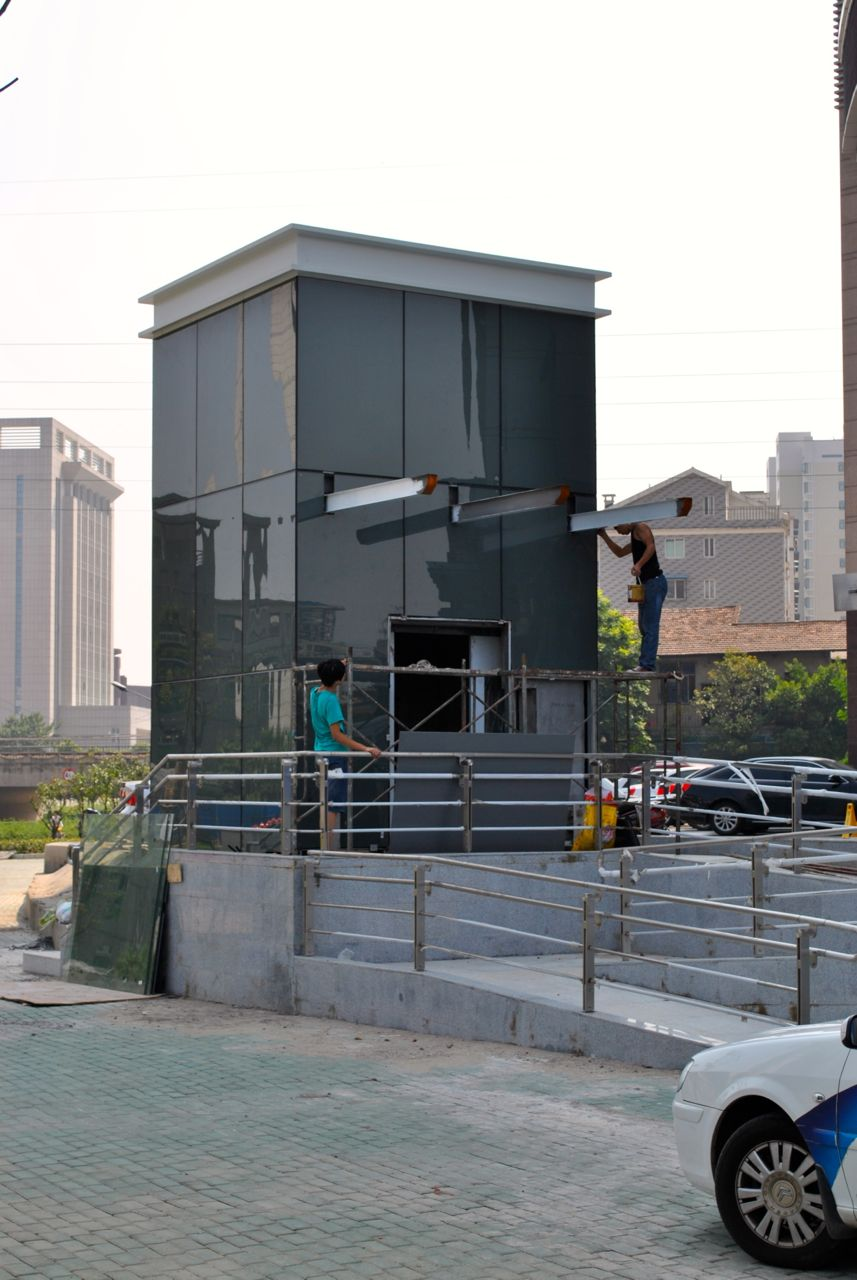
站外的无障碍垂直电梯
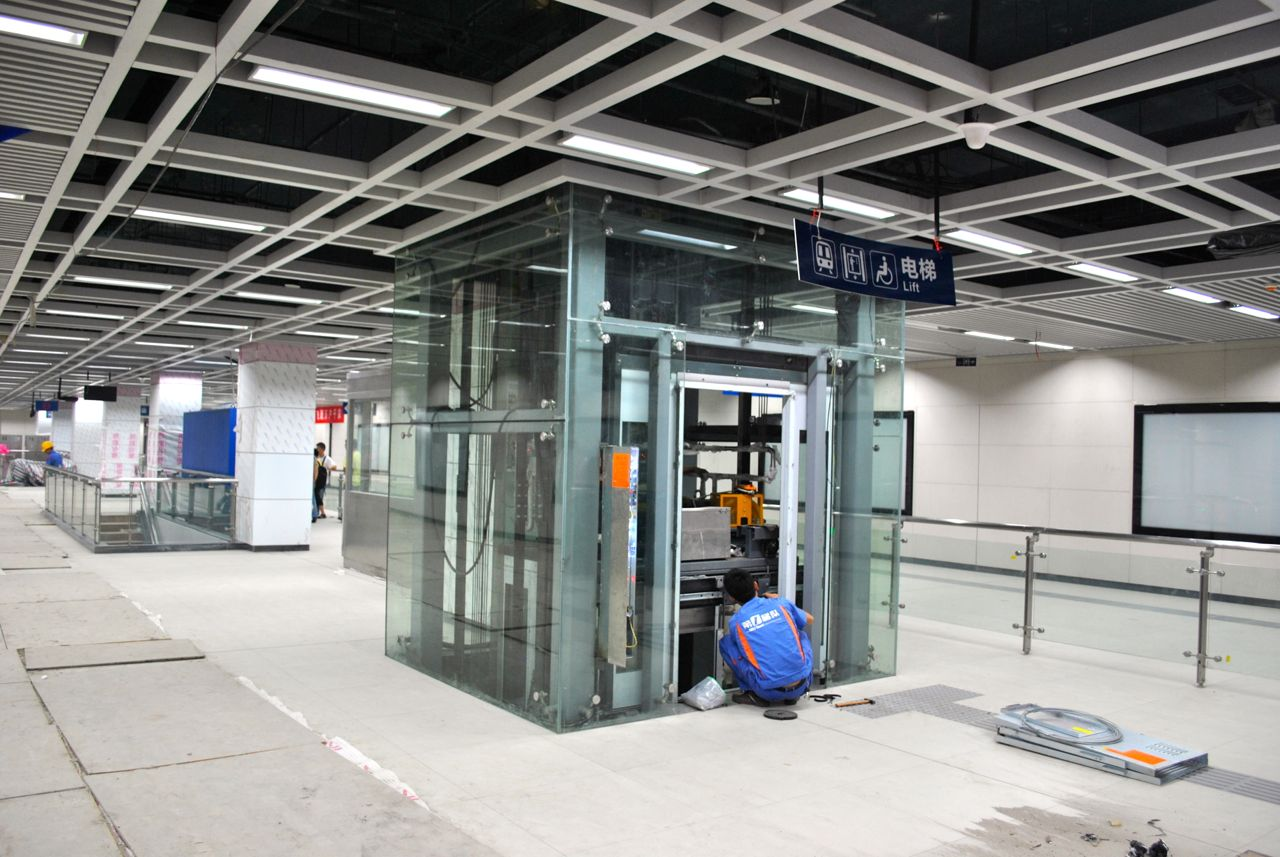
站内的无障碍垂直电梯
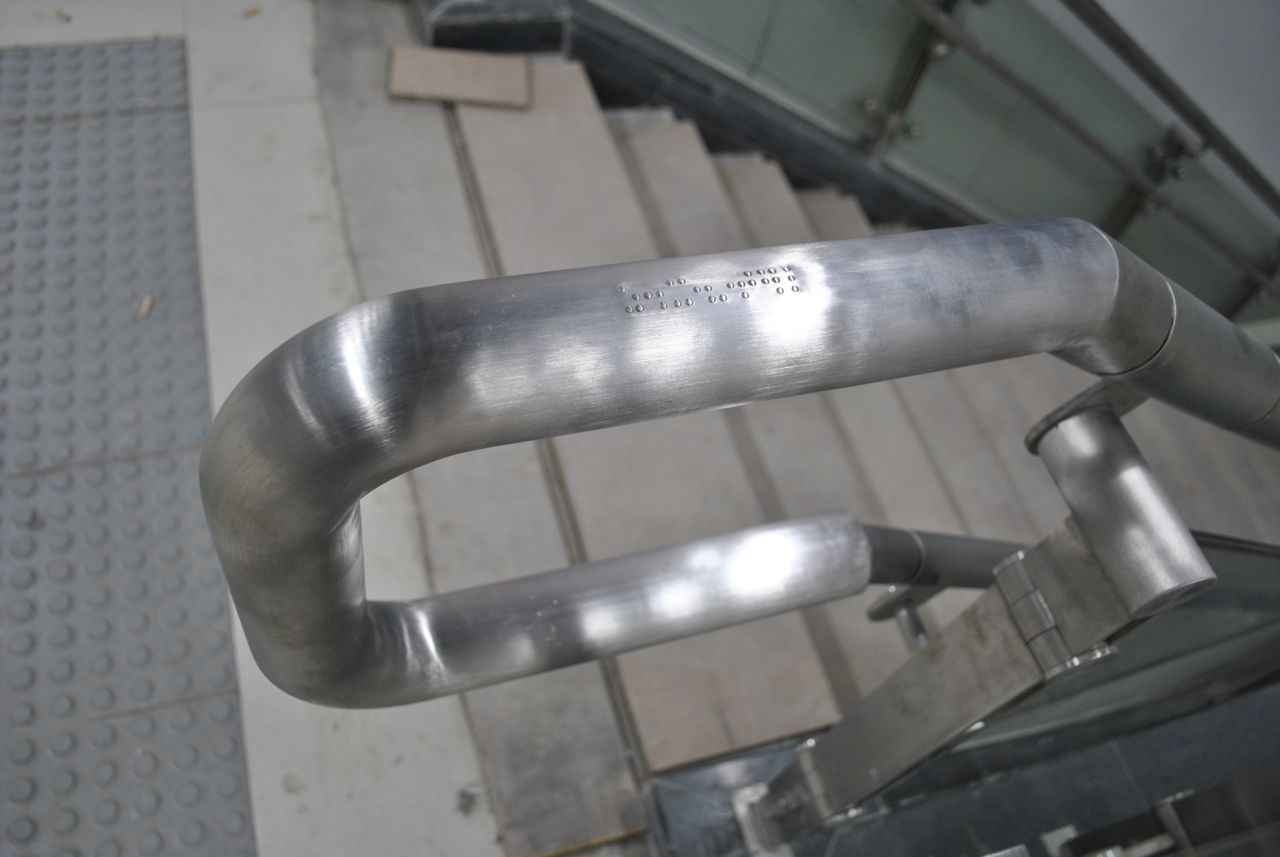
站内扶手上的立体盲文
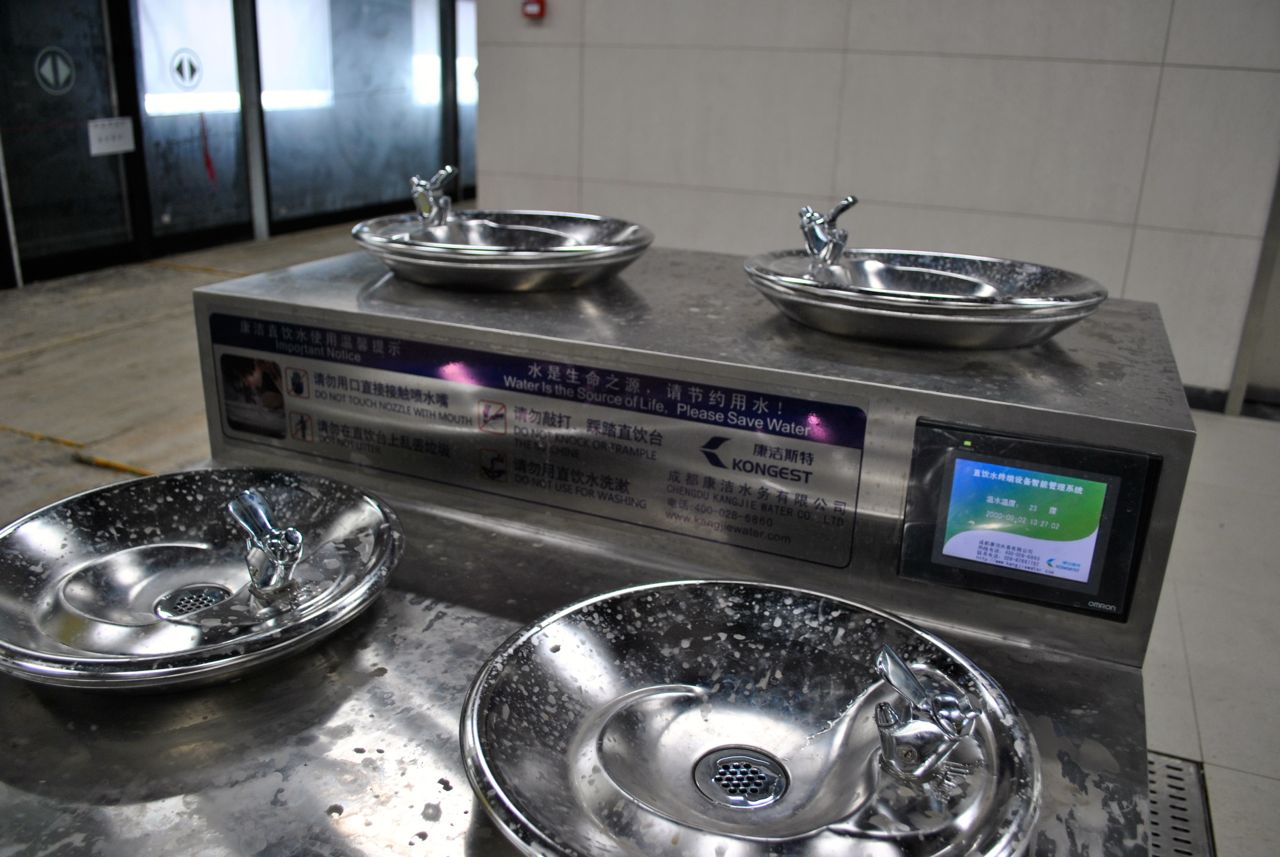
可自动加热的站内饮水机
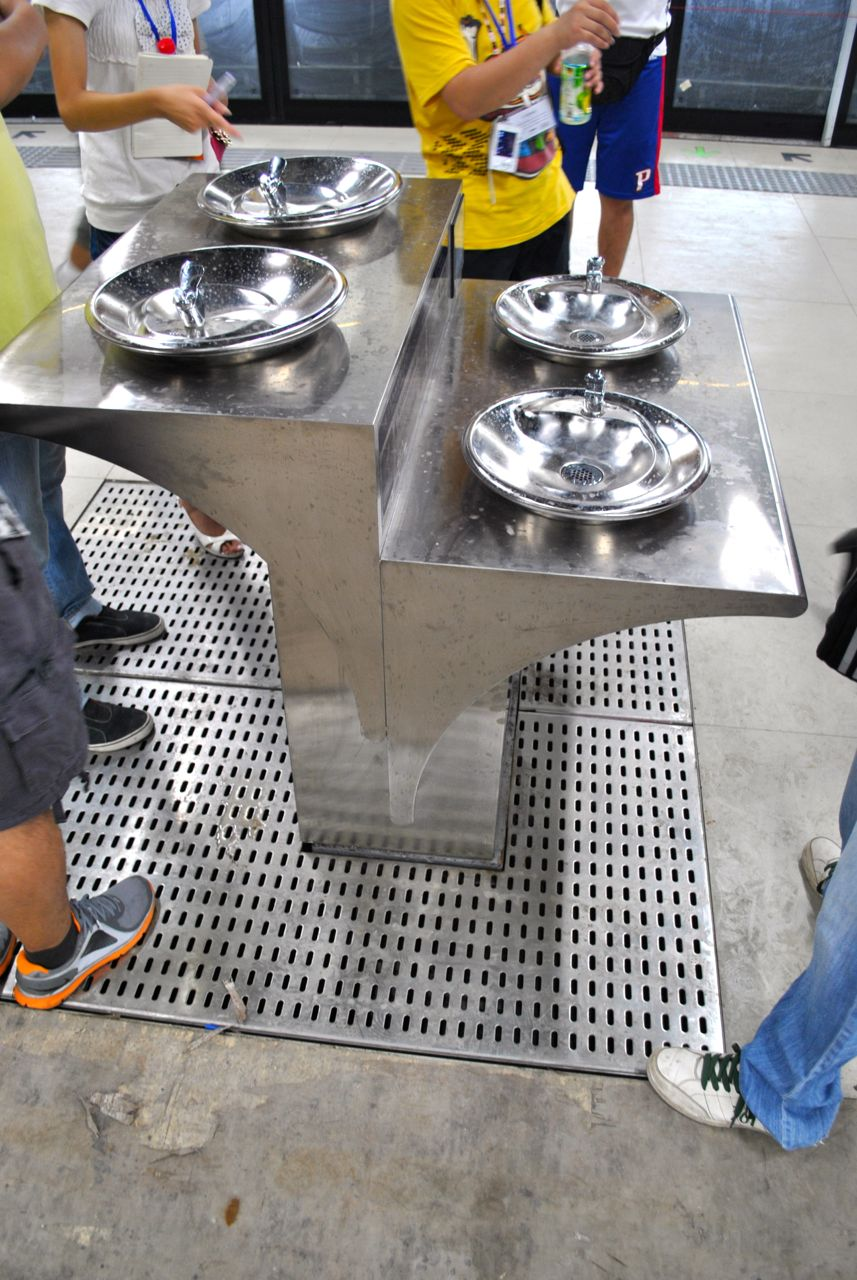
站内饮水机
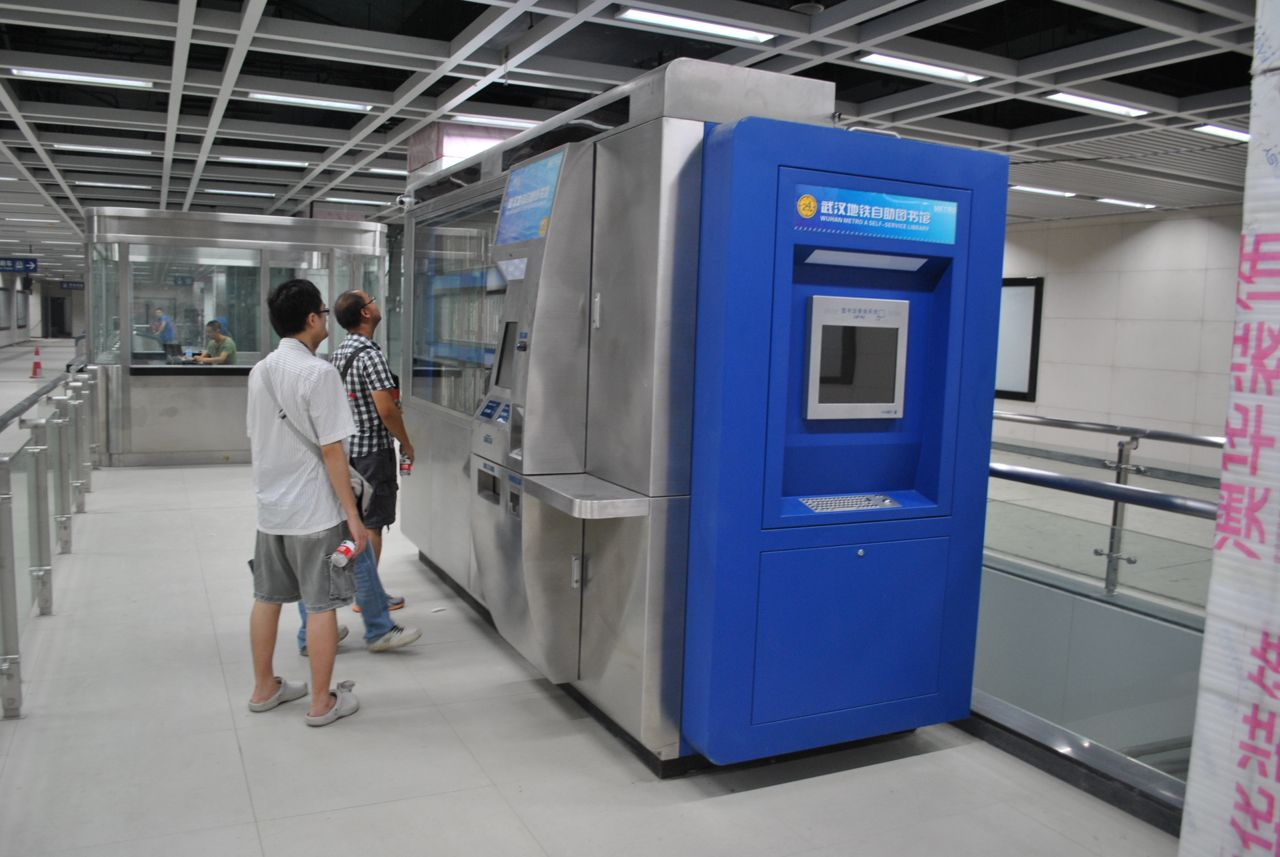
自助图书馆

### 内部链接
- 武汉地铁车站列表